# Hardee’s
Hardee’s («Ха́рдис»)— американская сеть ресторанов быстрого питания, основанная в 1960 году. Известна своими бургерами, завтраками и сэндвичами. Рестораны сети в основном сосредоточены в южных, центральных и восточных регионах США. Hardee’s принадлежит холдингу CKE Restaurants Holdings, Inc., также владеющему сетью Carl’s Jr. На 2025 год в США насчитывается более 1800 ресторанов Hardee’s.

## История
Первый ресторан Hardee’s был открыт Уилбером Харди в Гринвилле, Северная Каролина в 1960 году. Заведение быстро приобрело популярность, и вскоре была запущена франчайзинговая программа. В 1963 году компания открыла 200-й ресторан, а к 1970-м годам стала одной из ведущих сетей на Юге США.
В 1981 году Hardee’s приобрела сеть Burger Chef, а в 1997 году была куплена CKE Restaurants — материнской компанией Carl’s Jr. С тех пор бренды остаются близкими по формату и меню, но сохраняют отдельные имена и региональное присутствие.

## Маркетинг и брендинг
Hardee’s долгое время сотрудничал с Carl’s Jr., выпуская совместные рекламные кампании. Оба бренда использовали образы харизматичных персонажей, моделей и юмористические сюжеты. Однако в 2017 году было решено разделить маркетинг брендов, и Hardee’s стал продвигаться как более традиционный бренд, ориентированный на наследие южной кухни.

## Международная экспансия
Hardee’s также представлена за пределами США, особенно в странах Ближнего Востока и Азии. Рестораны работают в Саудовской Аравии, ОАЭ, Пакистане, Египете и Казахстане, где адаптируют меню под местные вкусы (например, используют халяльное мясо).